# Mykola Radeĭko
Mykola Radeĭko (ukrainien : Микола Радейко, parfois orthographié Mykola Radejko ; né le 2 octobre 1920 à Yavoriv dans l'oblast de Lviv et mort le 25 février 2005 à Oslo en Norvège) est un médecin ukrainien qui a été l'un des chefs de l'Armée insurrectionnelle ukrainienne dans la région de Lemko. Parti en Norvège, il y est devenu une personnalité publique de la diaspora ukrainienne de ce pays.

## Biographie

### Famille
Fils d'Ostap Radeïko, Mykola  Ostapovych Radeïko est né en 1920 à Yavoriv, à une quarantaine de kilomètres à l'ouest de Lviv,,.

### Engagement politique
Heurté par l'attitude des autorités polonaises lors de la pacification de 1930, par la famine de 1932-1933 et par la russification forcée dans la partie non polonaise de l'ukraine, Radeĭko s'engage dès l'âge de 17 ans, en 1937, comme membre de l'Organisation des nationalistes ukrainiens (OUN),,. Cela lui vaut d'être exclu du lycée gymnase "Рідна школа". Il est ensuite emprisonné à Przemyśl. Il réussit ses examens comme externe. Il sort de prison en septembre 1939 alors que l'Ukraine est passée sous la domination soviétique. Il entre à l'Université de Lviv mais il y est aussi expulsé en raison de ses opinions politiques. Il est de nouveau arrêté et détenu dans la prison de Lviv, rue Zamarstynivskaya. Il est ensuite transféré à la prison de Brygidki où il est détenu six mois. En octobre 1942, il reprend ses études de médecine à l'université de médecine de Lviv.

### Lutte armée
L'arrivée des Allemands ne s'accompagne pas d'une amélioration des conditions pour les Ukrainiens. À l'automne 1943, Radeĭko quitte l'université et rejoint comme recrue l'armée insurrectionnelle urkainienne (UPA) dans les Carpates où il apprend le maniement des armes et la technique du combat rapproché. En 1944, sous le pseudonyme de «Khmel», il officie comme chef de district dans le district de Sanitsky. Après avoir lutté contre les Allemends, c'est face aux soviétiques que l'OUN-UPa doit lutter,. Fin 1945, il est envoyé vers le nord sous le pseudonyme de «Crimea (Crimée)». Radeĭko y collecte de données sur la terreur que les Soviétiques exercent, sur les combats de l'UPA. Ses rapports devaient être le plus factuel et exhaustif que possible afin d'être utilisés dans des archives. Il diffuse les informations et imprime des feuilles clandestines. En 1946, Radeĭko est nommé chef supra-district de l'OUN dans la région de Lemkiv sous le pseudonyme de «Zorich» et dirige les actions du mouvement de libération ukrainien dans le secteur,. En 1947, le commandement clandestin de l'OUN et du haut commandement de l'UPA de Zakerzonia prennent la décision de dissoudre les groupes armés ukrainiens. Radeïko échappe à une embuscade soviétique, dissout ses troupes présentes dans la région de Lemkiv. Après cela, il s'exile secrètement à Varsovie, puis à Gdansk et de là, rejoint la Norvège le 12 juillet 1948 à bord du navire marchand norvégien Libra, .

### Diaspora ukrainienne en Norvège
Radeĭko commence par une semaine de prison le temps de pouvoir s'expliquer. Il obtient ensuite le statut de réfugié politique,,. En janvier 1950 il reprend ses études de médecine et en 1953, il est diplômé de l'Université de médecine d'Oslo,. C'est dans les îles Lofoten qu'il a commencé à exercer puis il a travaillé comme médecin de district à Fauske, dans le nord de la Norvège,. En mars 1957, avec son épouse, ils ouvrent un cabinet médical privé dans la périphérie d'Oslo à Holtet,.
Radeĭko fonde à Oslo la Société ukrainienne de Norvège,,. D'une petite communauté d'une cinquantaine de personnes, la société s'agrandit et correspond de plus en plus à l'internationnal. Radeĭko augmente son réseau et commence à écrire pour des journaux norvégiens tels que Morgenbladet, Vår Land et Aftenposten,. Il devient membre de l'association d'écrivains PEN International dans le club norvégien,. En 1981, le journal Morgenbladet publie une série d'articles intitulée «L'Europe oubliée» concernant les minorités européennes et dans laquelle Radeĭko  écrit un long article intitulé «L'Ukraine - un pays oublié». Il a mis en avant les scientifiques ukrainiens et des personnalités publiques en les invitant et a activement couvert les questions ukrainiennes dans les principales publications norvégiennes. Ses contemporains l'ont surnommé l'ambassadeur d'Ukraine en Norvège. Il œuvre pour unir la diaspora ukrainienne à l'occasion de fêtes nationales ou religieuses. Radeĭko s'est aussi intéressé à l'histoire ukrainienne en collectionnant des reliques et des documents historiques de cette nation. Ainsi, en 1978 à Hambourg, il achète un chariot de l'Hetman Ivan Mazepa datant de 1700.
Radeĭko a effectué son dernier séjour en Ukraine en 1991, après 48 années d'absence, passant par les localités où il a vécu, visitant la tombe de ses parents, et les villes de Yavoriv et Lviv. Dans cette dernière ville, il a rencontré le président du conseil régional de Lviv, Viatcheslav Tchornovil.
Mykola Radeĭko meurt le 25 février 2005 et est inhumé à Oslo,. Sa tombe est devenue un lieu de commémoration de la communauté et des diplomates ukrainiens en Norvège. En 2020, le Centre culturel et éducatif ukrainien de Norvège demande à porter le nom de Mykola Radeĭko. En octobre 2020, la poste ukrainienne organise une journée d'oblitération dédiée à Mykola Radeĭko à Yavoriv à l'occasion du centenaire de sa naissance.

## Vie privée
Il a épousé Rangil Rapslan de nationalité norvégienne et le couple a eu trois enfants : Maria, Karl Roman and Bogdan. Le couple a fréquenté l'église St Olav d'Oslo de rite gréco-catholique et a régulièrement accueilli à son domicile un prêtre ukrainien devenu depuis évêque.